# Reineta meridional
La reineta meridional (Hyla meridionalis) és una granota del gènere Hyla dins de la família Hylidae. Pot atènyer uns 6 cm de llarg i és un dels amfibis més petits d'Europa.

## Descripció
Aquesta granota es camufla perfectament entre la vegetació. Té la pell molt llisa i brillant, i pot presentar tons verds, groguencs i marrons. S'observa una ratlla negra que va des dels orificis nasals, passant pels ulls, les glàndules del verí fins a les axil·les de les potes davanteres. Per sota és de to blanquinós.

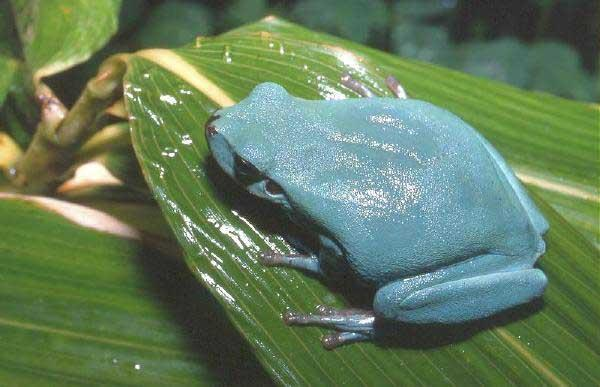
Individu amb pigmentació blava

Té unes llargues potes amb ventoses a la punta dels dits que li donen la capacitat de grimpar amb facilitat per la vegetació, ja siguin fulles o branques dels arbustos que troba en el seu hàbitat, per la qual cosa és una granota arborícola. Els seus ulls són prominents i de pupil·la horitzontal. La podríem confondre amb la reineta de Sant Antoni (Hyla molleri), ja que són de mida i color força semblants, però si ens hi fixem les podrem distingir perquè a l'Hyla molleri la ratlla dels ulls li arriba fins a les potes posteriors i després li puja cap al dors; a més, l'Hyla molleri no viu a Catalunya.
Viu uns 6 anys i arriba a la maduresa sexual als 3 anys.
En rares ocasions, es poden trobar exemplars de color blau. Aquest fenomen es deu a una mutació genètica anomenada axantisme, que afecta els gens responsables de la pigmentació de la pell. Normalment, aquestes granotes produeixen dos pigments: el blau i el groc, que combinats donen lloc a la seva coloració verda característica. No obstant això, quan es produeix aquesta mutació, alguns exemplars deixen de generar el pigment groc, fet que fa que només es manifesti el pigment blau.

## Distribució
Es distribueix per l'oest d'Itàlia, sud de França, sud de Portugal, estat espanyol (des de Catalunya fins a Andalusia) i nord d'Àfrica; també es troba a Menorca, Madeira i a l'arxipèlag canari, on va ser introduïda.

## Hàbitat
La podem trobar prop de basses, rius i rieres, amagada en plantes on es passa bona part del dia quieta. Una de les plantes que li agraden més són els esbarzers. Al vespre, quan el sol ja s'ha post, és quan és més activa.

## Capgrossos i reproducció
Una sola posta pot ser de 300 a 400 ous. Els capgrossos són fàcils d'identificar, ja que són els únics que tenen els ulls situats als laterals.
La seva cua és fràgil, per tant cal manipular-los amb cura. Tenen l'espiracle situat a la banda esquerra (mirant-los des del cap).
L'anus, el tenen lleugerament situat a la dreta.
El capgròs pot arribar a uns 6 cm, quan surten de l'aigua (estat metamòrfic) mesuren uns 2 cm i quan són adults uns 5 o 6 cm.
Els adults se situen a prop de les basses a la primavera, a principis de juny a la costa i una mica més tard a les zones de muntanya. Podem sentir un cant molt fort, ja que és la granota que canta més fort de tot Catalunya.
Els amplexus comencen a la tercera setmana de juny i al juliol a les zones més elevades.